# Dispraxia
La dispraxia, también conocida como síndrome del niño torpe, es un trastorno psicomotriz que implica una falta de organización del movimiento —por lo cual el niño o la persona que la padece siente impotencia por ser incapaz de realizar las actividades de la vida diaria como el lavado de dientes y el comer de manera adecuada—. Es una alteración de los movimientos voluntarios previamente aprendidos que se ejecutan obedeciendo una orden, sin otras alteraciones del lenguaje, motoras o sensitivas que expliquen el defecto.

## Epidemiología
En Estados Unidos se estima que esta enfermedad afecta al menos a un 2 % de la población en general.
En ese país, el 70 % de los afectados por dispraxia son hombres, y el 30 % son mujeres.

## Etiología
La dispraxia puede estar provocada por una gran variedad de causas. Entre estas causas están una inmadurez en el desarrollo de las neuronas, posibles traumatismos y otras enfermedades o lesiones cerebrales, por lo que puede aparecer en cualquier etapa de la vida.

## Clasificación
Existen diversos tipos de dispraxia en función de los síntomas que presenta, aunque se suelen clasificar en dispraxia ideomotora, ideacional, oromotora y constructiva.

## Cuadro clínico

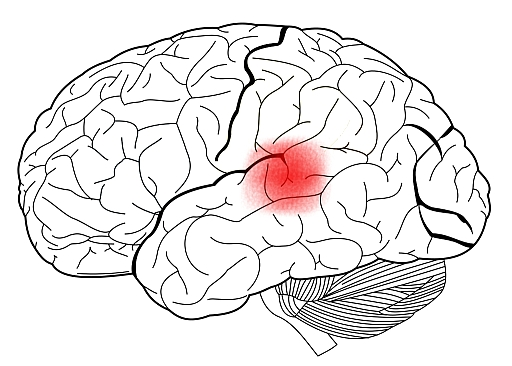
En rojo, área del cerebro responsable de las relaciones significativas del lenguaje, que se ve afectada en casos de trastornos del habla.

Es una enfermedad crónica y puede ocasionar diferentes trastornos, aunque ninguno de ellos implica, necesariamente, una deficiencia intelectual. Entre ellos, destacan los trastornos del habla (verbales), hiperactividad, trastornos del aprendizaje, trastornos motores, visuales, afectivos y de comportamiento. Las personas que la padecen suelen tener cierta torpeza y lentitud al ejecutar movimientos coordinados tales como hablar, escribir, atarse los cordones de los zapatos, hablar por teléfono, abrir una puerta, etc. Por ello, se caracteriza por la debilidad motriz generalizada, la cual impide terminar movimientos que exigen cierta coordinación.

### Trastornos del habla
En el caso de las personas que tienen dispraxia verbal tienen afectada el área del cerebro que controla el habla. En estos casos, saben lo que quieren decir pero son incapaces de controlar los músculos que necesitan para hacerlo. El problema afecta tanto a la producción de sonidos como a la secuencializacion de los mismos. Así por ejemplo cuando desean decir una frase, dar una respuesta o hacer una pregunta, emiten otra distinta. Se cometen errores que no se pueden controlar.

## Diagnóstico diferencial
Apraxia
Las dispraxias del desarrollo, o evolutivas, son debidas a un error en la construcción interna de las secuencias de movimiento para llegar a un acto específico e intencional, y no a la pérdida de una acción previamente aprendida como sería el caso de las apraxias.

## Tratamiento
Los tratamientos de la dispraxia están encaminados a mejorar las limitaciones que presenta el paciente en la edad infantil, con el fin de integrarlo en las actividades grupales. Dicha tarea requiere de la ayuda de padres, maestros, fonoaudiólogos, pediatras, terapeutas ocupacionales, etc.
No poder realizar ciertas actividades pueden provocar frustración en el niño, por ello conviene aplicar técnicas de mejora de la autoestima y enseñarles a manejar y encauzar emociones. El problema se agrava cuando padres, familiares y educadores privan a los niños de estímulos que podrían ayudarles a mejorar. Es por ello que estas personas deben adquirir la formación necesaria para comprender y ayudar al niño, estimularle y enseñarle habilidades, como aprender a tocar un instrumento, o impartirle lecciones artísticas. En el caso de la dispraxia verbal, se pueden realizar una serie de ejercicios relacionados con el aparato fonador y la lengua.